# 阿爾哈奈國家公園
50°50′N 113°25′E / 50.833°N 113.417°E

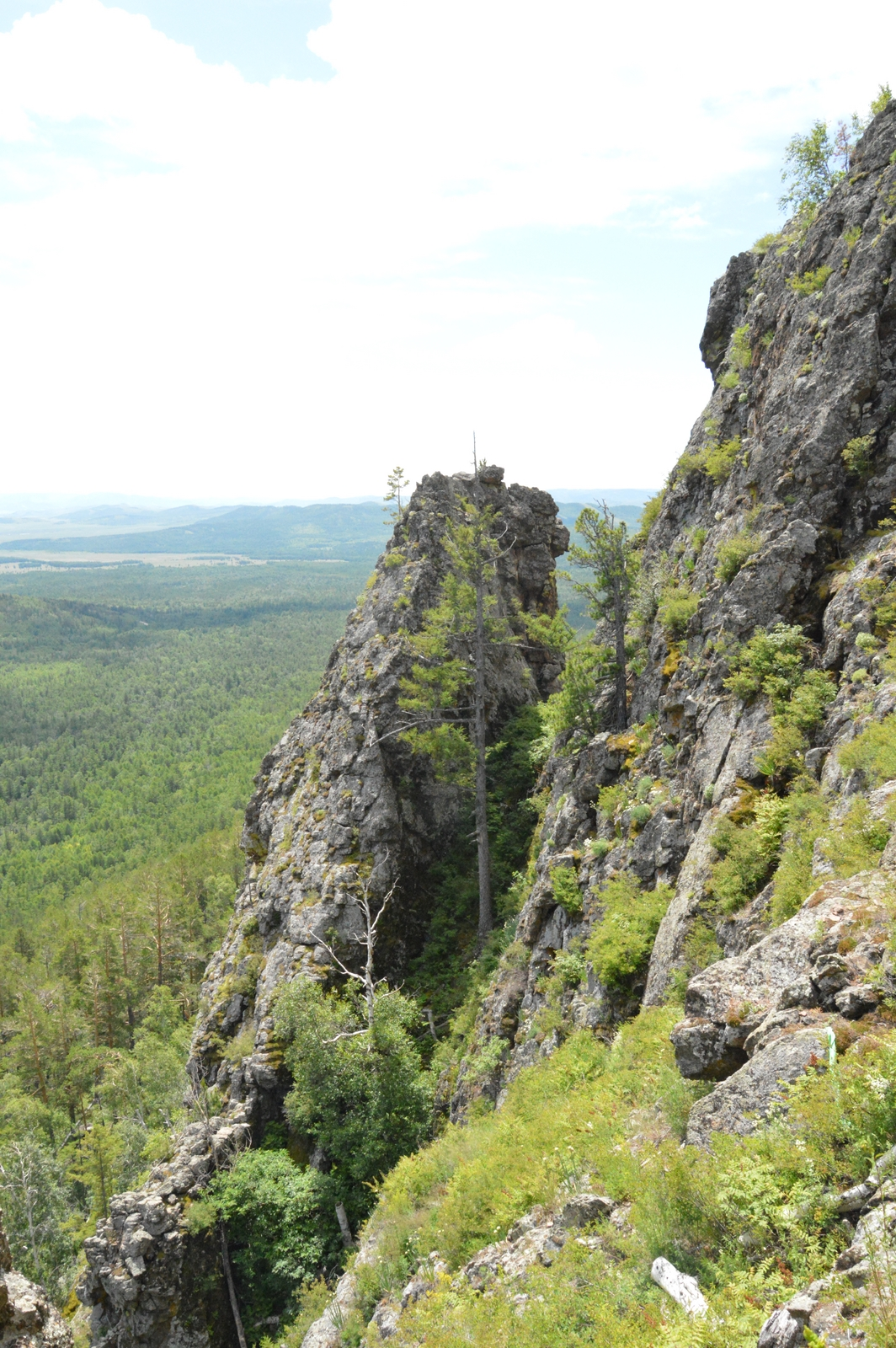

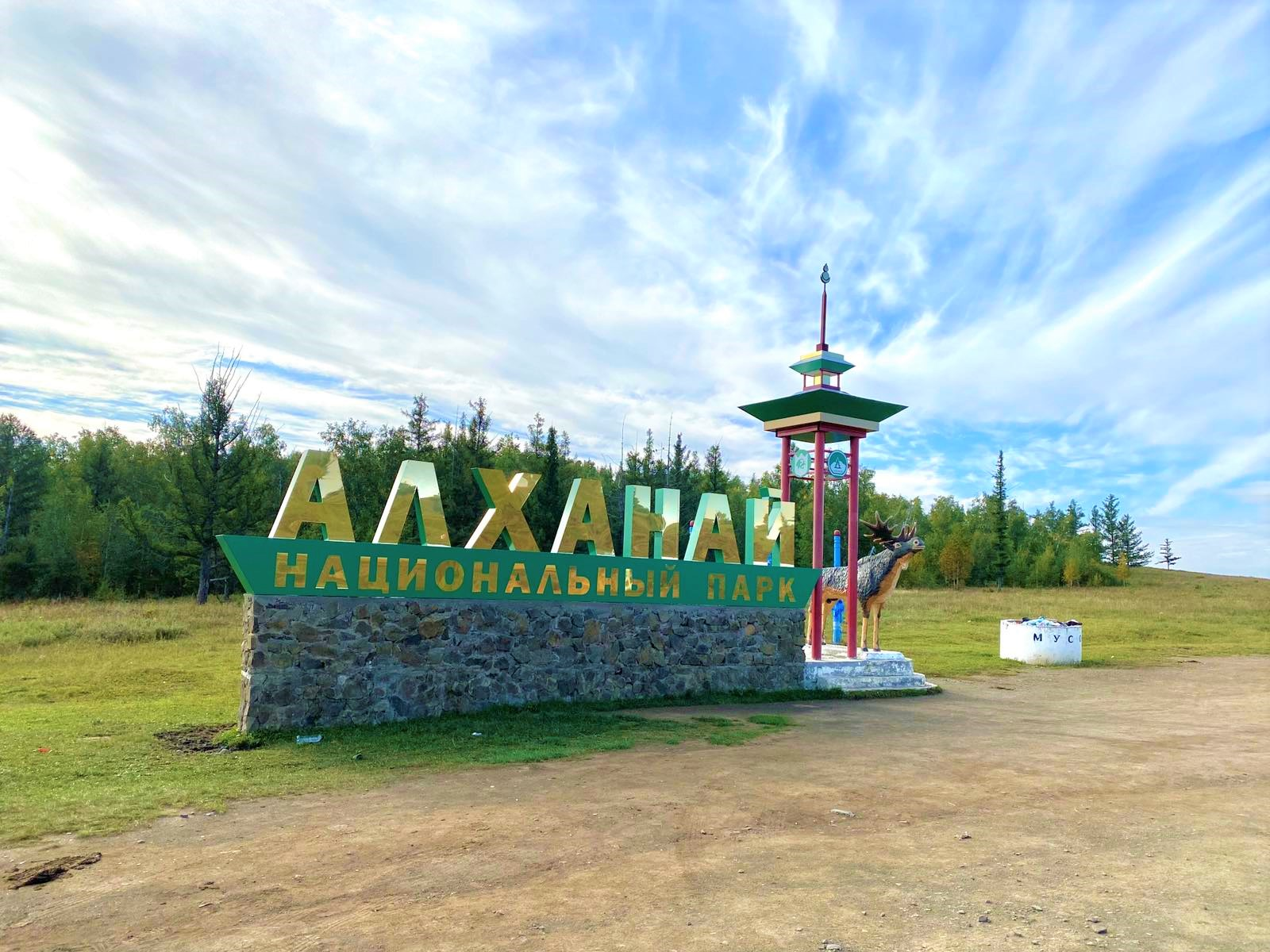

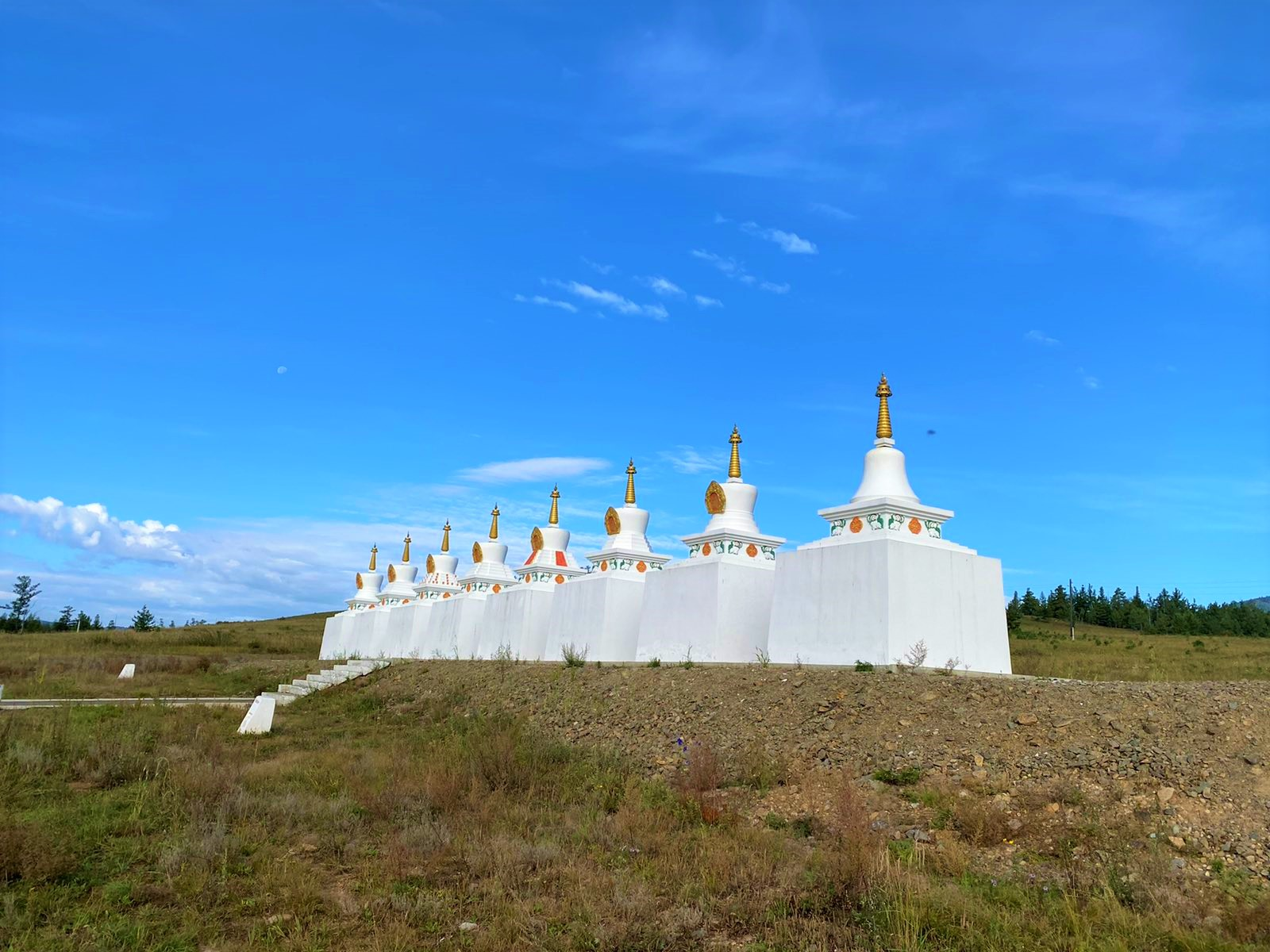

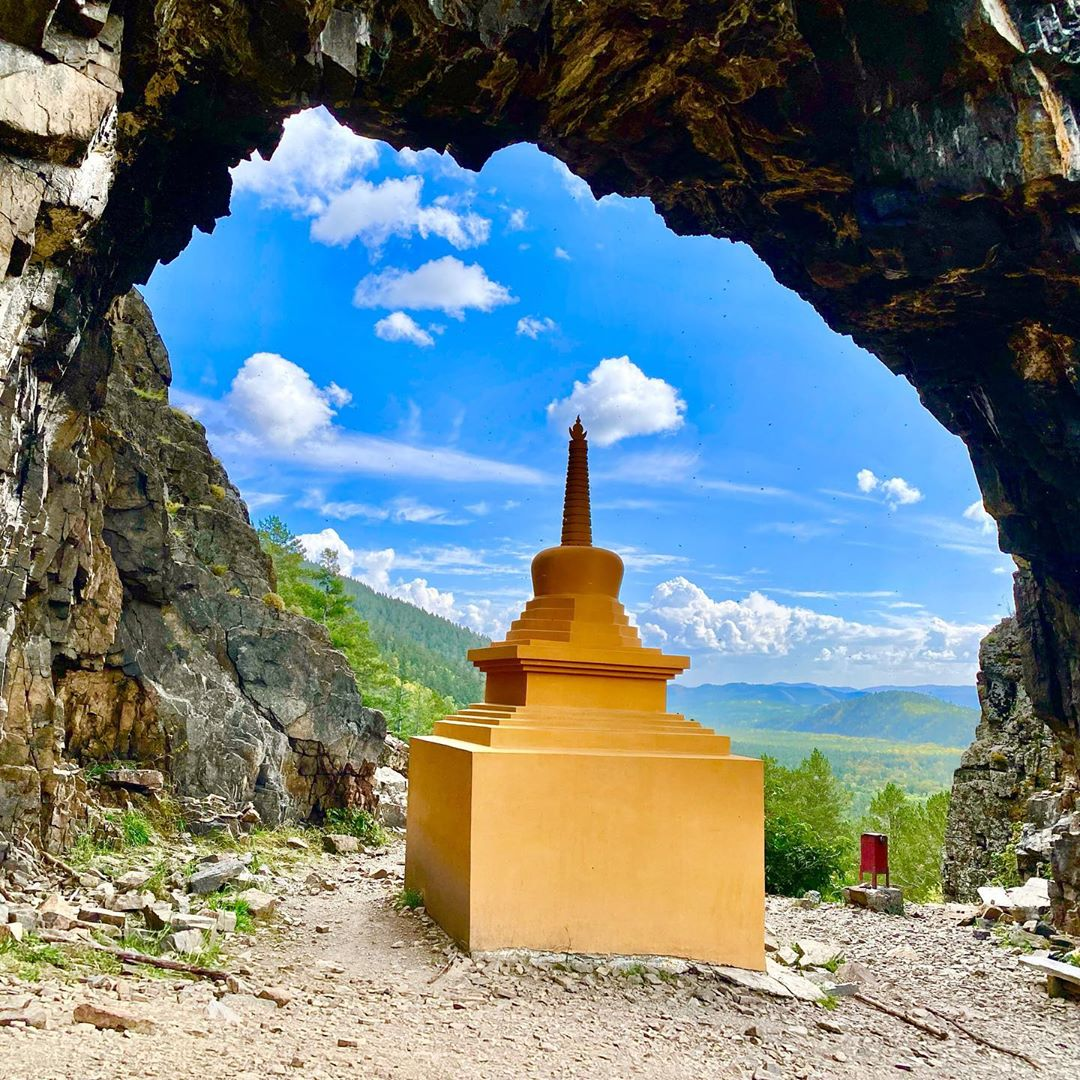

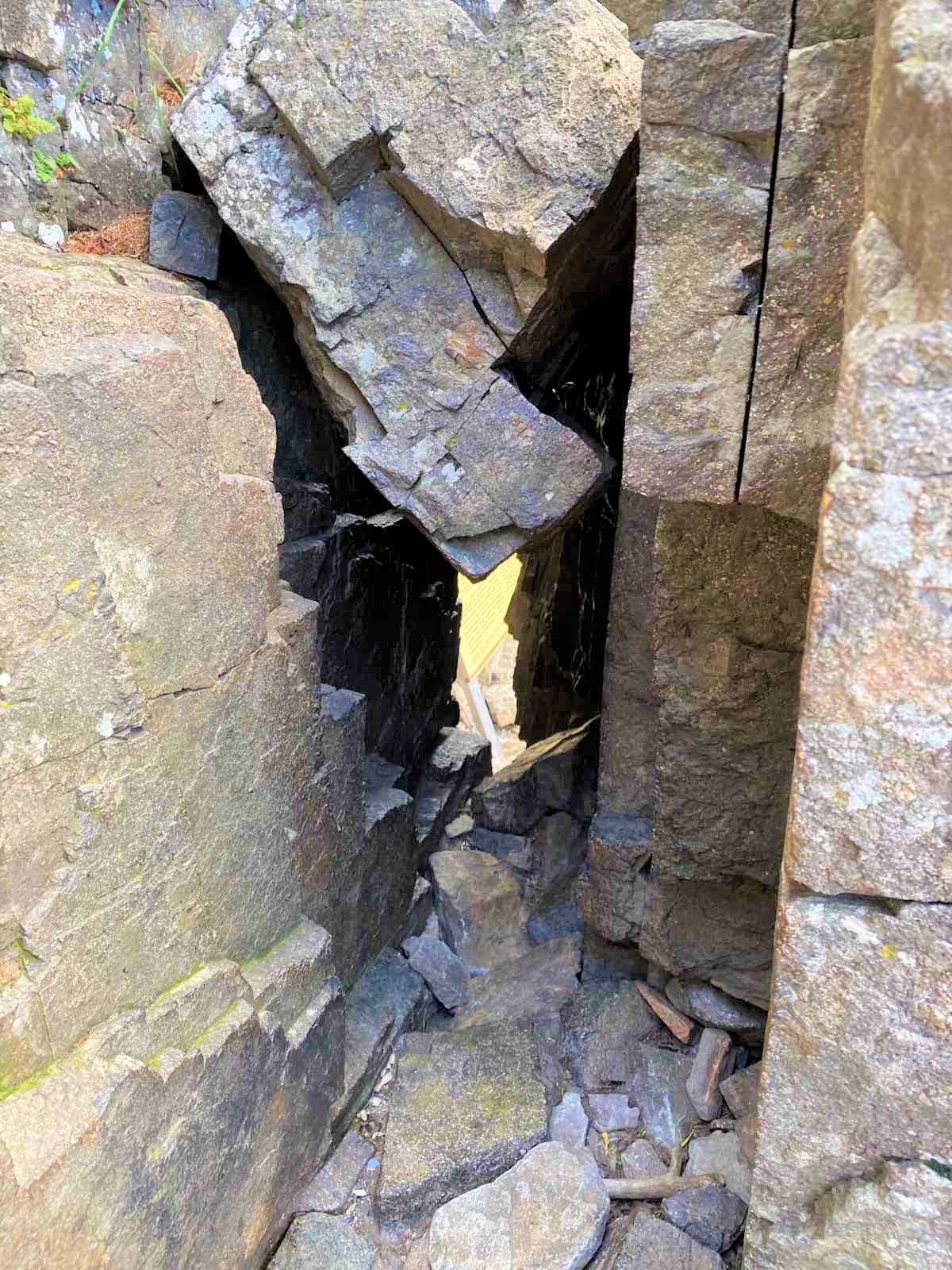

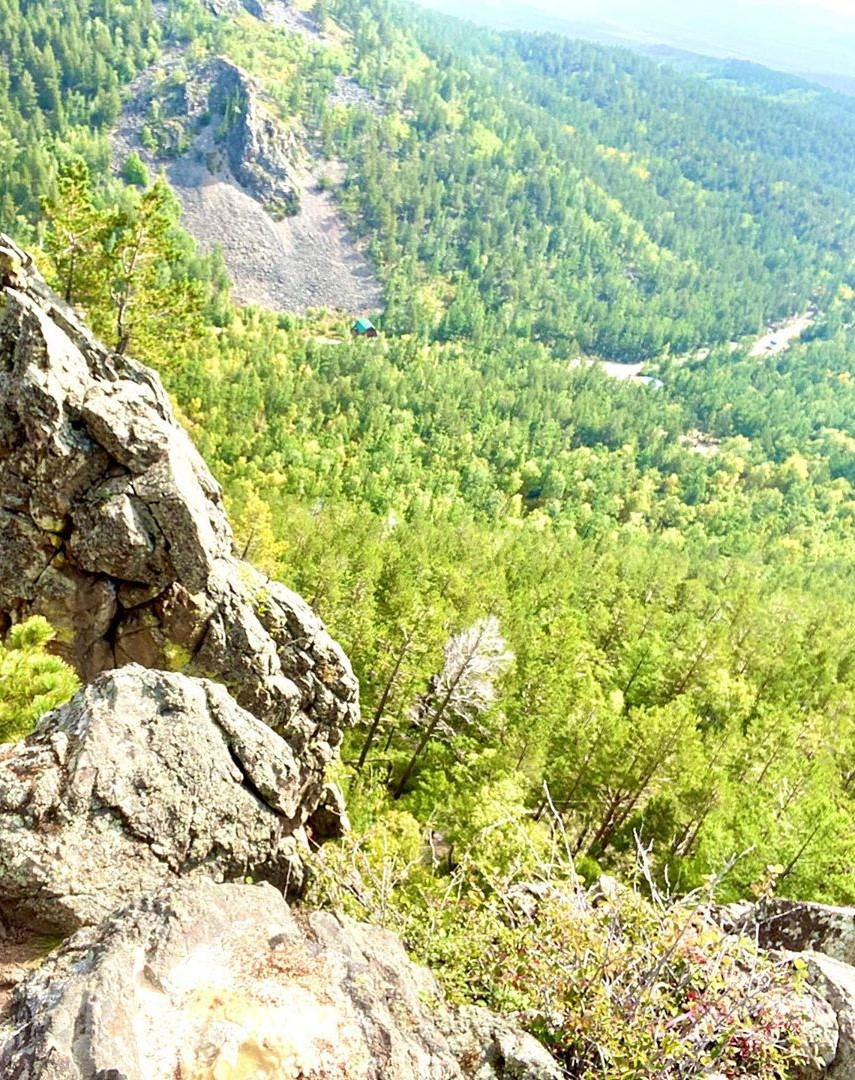

阿爾哈奈國家公園是俄羅斯的國家公園，位於該國東南部外貝加爾邊疆區，成立於1999年3月5日，面積1,382平方公里，受副極地氣候影響。